# Prenditi la vita
Prenditi la vita è un singolo della cantante italiana Alexia, pubblicato nel 2015 ed estratto dall'album Tu puoi se vuoi.

## Video
Il videoclip della canzone è stato diretto da Jacopo Pietrucci ed è in bianco e nero.

## Tracce
- Download digitale

1. Prenditi la vita – 4:08